# Dionýsos (Percy Jackson)
Dionýsos je fiktivní postava z knih o Percym Jacksonovi. Dionýsos je mytologický bůh vína a veselí. Dionýsos vede Tábor Polokrevných za trest, protože před sto lety pronásledoval Dryádu, která si postěžovala Diovi, a jelikož to byl jeho druhý prohřešek, nejenže mu Zeus zakázal pít víno, ale poslal ho i do Tábora, kde musí dohlížet na mladé polobohy. Dionýsovi se v Táboře nelíbí a raději by se vrátil ke své ženě Ariadne na nebesa. Sám říká, že ho Zeus trestá s oblibou, např. že v Americe zařídil prohibici Dionýsovi na truc. Neustále si plete jména, například Percymu říká Peter Johnson nebo Perry Johannson. Poslední dobou je vysílán, za úkolem kontrolovat méně významné bohy, aby se nepřidali k Titánům. Také si na svou práci zvyká a chvílemi je i laskavý. 

## V knihách

### Percy Jackson: Zloděj blesku
Dionýsos nehezky Percyho přivítá a naučí ho hrát Pinochle. S Cheironem rozhoduje, zda pošlou Percyho na výpravu, nebo ne. Nakonec dá Groverovi ještě třetí šanci, aby mohl získat Licenci pátrače. Začne také komolit jeho jméno. Na konci pošle Percymu dopis, jestli chce zůstat v Táboře přes léto.

### Percy Jackson: Moře nestvůr
Na začátku přijal hříšníka Tantalose na místo vedoucího táborových aktivit, po tom co hnal Cheirona a Arguse k odpovědnosti za otrávení Thaliina stromu. Pak mu Percy na Princezně Andromedě poslal zprávu s Lukovým přiznáním a Dionýsos do Tábora znova přijal Cheirona.

### Percy Jackson: Prokletí titánů
Dionýsos se na začátku knihy pohádal s Percym a pokusil se ho připravit o život, protože Percymu se nelíbilo, jak mluvil o Annabeth, ale tomu zabránil Nico, když se s Dionýsem pustil do rozhovoru o Mýtomagii. Pak Percyho sledoval do Washingtonu, a říkal mu o hrdinech, kteří nedrží své sliby. Pověděl mu o Ariadne, kterou opustil Théseus, a taky aby se na to zeptal Zoe (té zase ublížil Hérakles). Pak jim všem zachránil život. Po této události poprvé řekl Percymu celým jménem správně. Při poradě bohů držel svého bratra Arése na uzdě.

### Percy Jackson: Bitva o Labyrint
Ve čtvrtém díle Cheiron říká, že Dionýsos šel verbovat síly proti Titánům. Vrátil se na pohřeb svého syna Castora. Zabránil satyrům aby poslali Grovera do vyhnanství a vyléčil bývalého táborníka Chrise ze šílenství.